# Maak je move
Maak je move is de zevende single van Monique Smit.

## Nummers
1. "Maak je move" - 3:21
2. "Vlinder" - 3:57